# Alen Mašović
Alen Mašović (Kirin Serbia: Ален Машовић; sinh 7 tháng 8 năm 1994) là một tiền đạo bóng đá Serbia thi đấu cho Voždovac.
Sinh ra ở Novi Pazar, anh thi đấu ở đội trẻ của FK Partizan trước khi đến Borac Čačak.
Ngày 21 tháng 7 năm 2015, anh ký hợp đồng với FK Voždovac.